# Le Faiseur d'or (album)
Le Faiseur d'or est un album de bande dessinée, le vingtième de la série Les aventures de Spirou et Fantasio. Il contient trois histoires, dont deux sont complètes : Le Faiseur d'or et Un Noël clandestin. Il contient aussi un récit intitulé Le Champignon nippon dont le récit continuera dans l'histoire Du glucose pour Noémie.
C'est le premier album de Spirou et Fantasio à être écrit et dessiné par Jean-Claude Fournier. Il s'agit également du dernier album de la série à mettre en scène le Marsupilami, personnage dont Franquin détenait les droits. Franquin avait autorisé son successeur à utiliser le personnage dans sa première histoire, et s'était chargé de le dessiner dans les cases. Néanmoins, le cinquante-cinquième tome de la série La Colère du Marsupilami marquera son retour en 2016, soit 46 ans après.

## Le Faiseur d'or

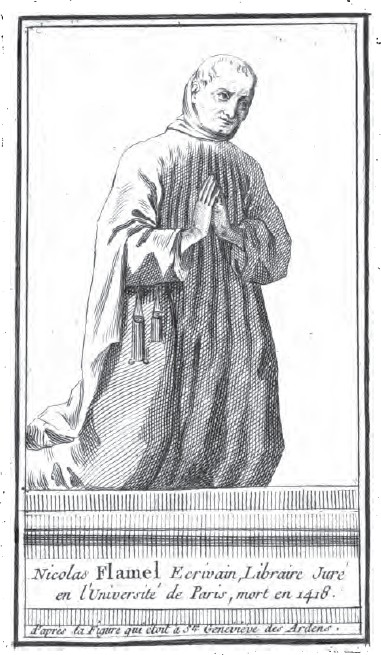
Portrait de Nicolas Flamel (gravure de 1761).

### Résumé
Le Comte de Champignac, invité à la télévision, annonce qu'il connait l'emplacement du livre de Nicolas Flamel contenant le secret de la Pierre philosophale et la fabrication de l'or. Spirou, pressentant les ennuis, se rend le lendemain à Champignac avec Fantasio, Spip et le Marsupilami. Sur place, ils découvrent Zorglub, assommé, qui leur révèle une fois réveillé que des bandits ont enlevé le Comte. Il craint d'avoir reconnu Zantafio parmi les agresseurs.
Spirou et Fantasio retrouvent la trace des bandits et sauvent le Comte, mais trop tard : il leur a déjà révélé par mégarde que Zorglub détenait le livre. Une fois de plus, ils arrivent trop tard à Champignac. Finalement, ils retrouvent Zantafio qui a déjà construit la machine à faire de l'or, mais celle-ci ne semble pas fonctionner. Spirou et Fantasio récupèrent le livre et mettent en fuite Zantafio et ses complices. À la suite d'une maladresse, le Marsupilami met ensuite accidentellement en marche la machine, qui se met à produire de l'or pur...

### Publications
Publié pour la première fois dans le journal de Spirou du n°1624 au n°1646.

### Personnages
- Spirou
- Fantasio
- Spip
- Le Marsupilami (dernière apparition de ce personnage dans la série)[1]
- Le Comte de Champignac
- Zorglub
- Le Maire de Champignac
- Zantafio
- Monsieur Bicard de Bonate, chimiste (première apparition)
- Paul Mercury, journaliste scientifique (première apparition)
- Monsieur Retrosatanas, docteur en sciences occultes (première apparition)
- Grabuge, complice de Zantafio
- P'tite fleur, complice de Zantafio
- Célestin Dupilon

## Un Noël clandestin
Soixante-quatrième histoire de la série Spirou et Fantasio par Jean-Claude Fournier (1969).

### Résumé
Cette courte histoire en six planches raconte le réveillon de Noël d'Henri, fils d'un riche couple. Henri s'ennuie car personne ne lui prête attention. Il va alors rejoindre discrètement avec un gros gâteau son ami Jean-Baptiste, un sympathique clochard qui n'a pour logis qu'une cabane; l'ami lui offre un petit bateau téléguidé qu'il a construit. Ils décident de partager le gâteau avec leurs voisins qui ne veulent pas d'eux. Cependant ils sonnent ensuite chez Spirou et Fantasio, qui viennent de recevoir un lot de feux d'artifice du comte de Champignac. Tous quatre vont au jardin public déguster le gâteau, tester le bateau téléguidé et contempler le feu d'artifice. Puis Henri rentre chez lui, ravi de la soirée qu'il a passée, pendant que Jean-Baptiste découvre une cassette d'or que lui a laissée discrètement Fantasio et qui provient de la machine à fabriquer de l'or. Spirou et Fantasio ramènent finalement en douce le gâteau chez Henri.

### Publications
Publié pour la première fois dans le journal de Spirou n°1652.

## Le Champignon nippon
Cette courte histoire est en fait le début de l'album Du glucose pour Noémie.

### Résumé
Spirou et Fantasio sont appelés au Japon par l'illusionniste et mycologue Itoh Kata qui leur révèle avoir découvert un champignon aux propriétés extraordinaires dans son jardin, le Kuko Jomon. Cependant, seul son éminent collègue européen Pacôme de Champignac peut, selon lui, l'étudier. Il leur confie donc une boîte dans laquelle doit se trouver le champignon afin qu'ils l'amènent au Comte en évitant la dangereuse organisation criminelle connue sous le nom du Triangle, qui convoite le champignon. Le lendemain, Spirou et Fantasio sont une première fois attaqués par ses deux de ses membres qui se font passer pour des chauffeurs de taxi. Mais ils déjouent ce premier piège quand Spip bloque avec son doigt l'arrivée d'un gaz qui aurait dû les endormir à l'arrière du véhicule. Les deux membres du Triangle sont éliminés (la cabine où ils téléphonent pour informer de leur échec explose), punis pour avoir échoué, un clin d'œil probable au SPECTRE dans les films de James Bond. Ils sont encore pourchassés en voiture par d'autres sbires du Triangle mais aidés dans leur fuite par un jeune garçon ami d'Itoh Kata. Spirou et Fantasio mettent ainsi les malfrats en déroute et gagnent l'aéroport. Au poste de douane, ils découvrent avec stupéfaction que la boîte est vide. Le récit se poursuit dans l’album Du glucose pour Noémie.

### Publications
Publié pour la première fois dans le journal de Spirou n°1667.

### Personnages
- Spirou
- Fantasio
- Spip
- Itoh Kata (première apparition)
- Plusieurs membres du Triangle[1]